# Kateřina Kachlíková
Mgr. Kateřina Kachlíková (* 7. prosince 1953 Zlín) je česká sólová pěvkyně – mezzosopranistka.

## Život a vzdělání
Narodila se jako dcera filmového režiséra Antonína Kachlíka (Já, truchlivý bůh, Princ Bajaja, Náš dědek Josef ad.) a herečky Květoslavy Kachlíkové-Houdlové. Zpěv vystudovala na Pražské konzervatoři u prof. Marty Boháčové (1978). V letech 1980–1982 absolvovala stáž u Jeleny Obrazcovové na Moskevské státní konzervatoři. Poté se věnovala studiu divadelní a filmové vědy na Filozofické fakultě Univerzity Karlovy (1985). Jako dlouholetá sólistka Divadla Josefa Kajetána Tyla v Plzni hostovala na řadě operních scén u nás i v zahraničí.

## Umělecká činnost
Trvale se věnuje koncertní činnosti, převážně písňovým recitálům. Vystupuje na domácích i zahraničních pódiích např. v Rakousku, Španělsku, Švýcarsku, Německu, Velké Británii, Belgii, USA, ad.
Jako první v Česku uvedla písně Maxe Broda (1991), které také nahrála na CD (Supraphon 1995) a zazpívala v rámci mezinárodního hudebního festivalu Pražské jaro, kde v různých ročnících vystoupila ještě několikrát ve skladbách Igora Stravinského, Alexandra Zemlinského, Leoše Janáčka a Ivany Loudové. Vedle toho natáčela pro Panton, BMG a ve studiu Českého rozhlasu vytvořila řadu nahrávek s písňovými cykly autorů 20. století (B. Britten, P. Hindemith, A. Honegger, I. Stravinskij, V. Novák, J. B. Foerster, K. Husa, J. Klusák).

## Pedagogická činnost
Pedagogicky působila na Pražské konzervatoři (1987–92) a na soukromé Pěvecké konzervatoři Praha (1992–99), v současnosti[kdy?] vyučuje sólový zpěv na Gymnáziu a hudební škole hl. m. Prahy a ZUŠ Prahy 7.